# Vier-Wellen-Mischung
Vier-Wellen-Mischung (englisch four-wave mixing, FWM) ist eine intermodulare Verzerrung in optischen Systemen. Als Untersuchungsmethode findet sie Anwendung in der optischen Spektroskopie, z. B. bei der Erzeugung Laserinduzierter Gitter.
Wenn drei Wellenlängen (λ1, λ2, und λ3) in einem nichtlinearen Medium wechselwirken,
erhöhen sie die Amplitude einer vierten Wellenlänge (λ4). Sind zwei Wellenlängen gleich, spricht man von entarteter Vier-Wellen-Mischung (engl. Abk. DFWM= degenerate four-wave mixing).
Vier-Wellen-Mischung ist eine Glasfasercharakteristik, die Wellenlängenmultiplexverfahren beeinflusst, bei der optische Wellenlängen auf äquidistanten Wellenlängen übertragen werden.
Die FWM-Interferenz produziert einen Effekt, der mit Übersprechen vergleichbar ist.